# Luiz Carlos Barreto
Luiz Carlos Barreto Borges (Sobral, 20 de maio de 1928) é um fotógrafo e diretor de cinema brasileiro.
Ele produziu cinquenta filmes desde 1962. Produziu o filme de 1966 O Padre e a Moça, que foi inscrito no Festival Internacional de Cinema de Berlim 1966. Ele também produziu o filme de 1969, Brazil Ano 2000, de Walter Lima Jr., que recebeu o Urso de Prata no Festival Internacional de Cinema de Berlim 1969.

## Biografia
Cearense, vive desde 1947 na cidade do Rio de Janeiro, tornou-se um dos maiores produtores cinematográficos do Brasil. Como jornalista profissional, foi repórter e fotógrafo da Revista O Cruzeiro nos anos 50 até 1963, tendo sido correspondente dessa revista na Europa, durante os anos de 1953 e 1954.
Na profissão de repórter, cobriu importantes acontecimentos nacionais e internacionais e graduou-se em Letras pela Sorbonne, em Paris.
Barretão, como é conhecido, começou no cinema em 1961, como co-autor do roteiro e co-produtor do filme Assalto ao Trem Pagador, dirigido por Roberto Farias. Essa película obteve um enorme sucesso, tanto no Brasil, como no exterior. A partir de então começou uma série de grande produções cinematográficas, divididas com uma importante atividade política e cultural. Luiz Carlos Barreto é um dos homens chave do chamado Cinema Novo, revolucionou o Cinema latino Americano.
Como diretor de fotografia em cinema é autor das concepções fotográficas de Vidas Secas e Terra em Transe, que revolucionaram o estilo fotográfico dos filmes brasileiros.
Luiz Carlos Barreto, juntamente com sua mulher Lucy Barreto, detêm a marca da produção de mais setenta filmes brasileiros de curta e longa-metragens. Além dos filmes que marcam sua carreira como produtor, é pai de Bruno Barreto e Fábio Barreto - dois diretores dos mais importantes da geração pós-Cinema Novo - e Paula Barreto, formada em Comunicação Social.
É um dos sócios do Grupo Consórcio Brasil, que junto com a Globosat administra o Canal Brasil.
Foi amigo de um dos maiores poetas da geração pós-guerra:  Mário Faustino.
Além disso, é um grande propagador das ideias de Gramsci e militante do Partido dos Trabalhadores.

## Homenagens
Na comemoração dos 30 anos de existência da sua produtora, a L.C Barreto Ltda., várias homenagens foram prestadas na América Latina, Europa, Estados Unidos e Ásia. Na cidade de Xangai, foi realizada uma retrospectiva dos filmes da L.C. Barreto, que também foram mostrados anteriormente em San Francisco na Califórnia, Huelva na Espanha, Sorrento na Itália e Montevideo no Uruguai.

## Filmes de sua produtora
- Assalto ao Trem Pagador
- A Hora e a Vez de Augusto Matraga
- O Padre e a Moça
- Terra em Transe
- Dona Flor e seus dois maridos
- Bye Bye Brazil
- Índia, a Filha do Sol
- Inocência
- Menino do Rio
- Luzia Homem
- Ele, o Boto
- Garrincha, Alegria do Povo
- Amor Bandido
- Memórias do Cárcere
- Romance da Empregada
- O Quatrilho
- O Que É Isso, Companheiro?
- Bela Donna
- Bossa Nova
- 2000 Nordestes
- A Paixão de Jacobina
- O Caminho das Nuvens
- Entres Outros